# Lijst van voetbalinterlands Filipijnen - Jemen
Deze lijst van voetbalinterlands is een overzicht van alle officiële voetbalwedstrijden tussen de nationale teams van Filipijnen en Jemen. De landen speelden tot op heden vijf keer tegen elkaar. De eerste ontmoeting, een kwalificatiewedstrijd voor het Wereldkampioenschap voetbal 2018, werd gespeeld in Doha (Qatar) op 16 juni 2015. Het laatste duel, een kwalificatiewedstrijd voor de Azië Cup 2023, vond plaats op 8 juni 2022 in Ulaanbaatar (Mongolië).

## Wedstrijden
| № | Plaats      | Datum            | Competitie                 | Wedstrijd          | Uitslag |
| - | ----------- | ---------------- | -------------------------- | ------------------ | ------- |
| 1 | Doha        | 16 juni 2015     | WK 2018 kwalificatie       | Jemen – Filipijnen | 0 – 2   |
| 2 | Manilla     | 12 november 2015 | WK 2018 kwalificatie       | Filipijnen – Jemen | 0 – 1   |
| 3 | Bacolod     | 5 september 2017 | Azië Cup 2019 kwalificatie | Filipijnen − Jemen | 2 − 2   |
| 4 | Al Wakrah   | 10 oktober 2017  | Azië Cup 2019 kwalificatie | Jemen − Filipijnen | 1 − 1   |
| 5 | Ulaanbaatar | 8 juni 2022      | Azië Cup 2023 kwalificatie | Filipijnen − Jemen | 0 − 0   |

## Samenvatting
| Competitie            | Totaal gespeeld | Winst Filipijnen | Gelijk | Winst Jemen | Doelsaldo Filipijnen – Jemen |
| --------------------- | --------------- | ---------------- | ------ | ----------- | ---------------------------- |
| WK-kwalificatie       | 2               | 1                | 0      | 1           | 2 − 1                        |
| Azië Cup-kwalificatie | 3               | 0                | 3      | 0           | 3 − 3                        |
| Totaal                | 5               | 1                | 3      | 1           | 5 − 4                        |

PFF · 
A-internationals · 
Filipijns vrouwenelftal
Afghanistan ·
Australië ·
Azerbeidzjan ·
Bahrein ·
Bangladesh ·
Bhutan ·
Brunei ·
Cambodja ·
China ·
Estland ·
Fiji ·
Guam ·
Hongkong ·
India ·
Indonesië ·
Irak ·
Iran ·
Israël ·
Japan ·
Jemen ·
Jordanië ·
Kirgizië ·
Koeweit ·
Laos ·
Libanon ·
Macau ·
Malediven ·
Maleisië ·
Mongolië ·
Myanmar ·
Nepal ·
Noord-Korea ·
Oezbekistan ·
Oman ·
Oost-Timor ·
Pakistan ·
Palestina ·
Papoea-Nieuw-Guinea ·
Qatar ·
Singapore ·
Sri Lanka ·
Syrië ·
Tadzjikistan ·
Taiwan ·
Thailand ·
Turkmenistan ·
Verenigde Arabische Emiraten ·
Vietnam ·
Zuid-Korea ·
Zuid-Vietnam
YFA · A-internationals
1984 – 1989 · 
1990 – 1999 · 
2000 – 2009 · 
2010 – 2019 ·
2020 − 2029
Bahrein ·
Bangladesh ·
Bhutan ·
Brunei ·
Cambodja ·
China ·
Comoren ·
Djibouti ·
Egypte ·
Eritrea ·
Ethiopië ·
Filipijnen ·
Finland ·
Hongkong ·
India ·
Indonesië ·
Irak ·
Iran ·
Japan ·
Jordanië ·
Kenia ·
Kirgizië ·
Koeweit ·
Libanon ·
Libië ·
Malawi ·
Malediven ·
Maleisië ·
Marokko ·
Mauritanië ·
Mongolië ·
Nepal ·
Noord-Korea ·
Oeganda ·
Oezbekistan ·
Oman ·
Pakistan ·
Palestina ·
Qatar ·
Saoedi-Arabië ·
Singapore ·
Soedan ·
Sri Lanka ·
Syrië ·
Tadzjikistan ·
Tanzania ·
Thailand ·
Tsjaad ·
Turkmenistan ·
Verenigde Arabische Emiraten ·
Vietnam ·
Zambia ·
Zuid-Korea